# هانا کین
هانا کین (انگلیسی: Hannah Cain؛ زادهٔ ۱۱ فوریهٔ ۱۹۹۹) بازیکن فوتبال اهل بریتانیا است.
از باشگاه‌هایی که در آن بازی کرده‌است می‌توان به باشگاه فوتبال زنان اورتون اشاره کرد.
وی همچنین در تیم‌های ملی فوتبال Wales women's national under-16 football team, Wales women's national under-17 football team, England women's national under-17 football team, England women's national under-19 football team، و England women's national under-21 football team بازی کرده‌است.